# 劉博古
劉博古，五代十国南汉官员。
南汉中宗乾和年间，劉博古官至潯州（今广西壮族自治区桂平市西）刺史，能体恤百姓之苦，有惠政，得到百姓敬愛。刘博古在陸公井傍种植橘树，潯州人稱为“橘井”，蓋誌其德。劉博古去世后，当地百姓以此树为他的遗泽，不忍砍伐。